# 灰銼鱗魨
灰銼鱗魨為輻鰭魚綱魨形目鱗魨亞目鱗魨科的其中一種，為熱帶海水魚，分布於西印度洋的模里西斯、留尼旺及馬爾地夫海域，體長可達16.5公分，棲息在珊瑚礁區，生活習性不明。